# Wulff Heintz
Wulff Dieter Heintz (ur. 3 czerwca 1930 w Würzburgu, zm. 10 czerwca 2006) – amerykański astronom niemieckiego pochodzenia.

## Życiorys
Studiował na Uniwersytecie w Würzburgu i Uniwersytecie Ludwika i Maksymiliana w Monachium, gdzie w 1953 roku uzyskał doktorat z astronomii. W latach 1954–55 pracował w Obserwatorium Mount Stromlo, należącym do Australian National University. Po powrocie do Monachium zaangażował się w obserwacje i badania Marsa. 
W 1967 roku został zaproszony przez Petera van de Kampa do Stanów Zjednoczonych. W 1969 roku został zatrudniony w Swarthmore College w pobliżu Filadelfii na stanowisku profesora nadzwyczajnego, rok później sprowadził tam rodzinę z Niemiec. W 1972 roku, po przejściu van de Kampa na emeryturę, objął po nim kierownictwo obserwatorium.